# Monong
Monong – wieś w Botswanie w dystrykcie Kgalagadi. Według spisu ludności z 2001 roku wieś liczyła 172 mieszkańców.